# أرشيبالد روس لويس
أرشيبالد روس لويس (بالإنجليزية: Archibald Ross Lewis)‏ هو مؤرخ أمريكي، ولد في 25 أغسطس 1914، وتوفي في 4 فبراير 1990.